# Episodi di SOKO Wismar (quinta stagione)
La quinta stagione della serie televisiva SOKO Wismar è stata trasmessa in anteprima in Germania dalla ZDF tra il 10 ottobre 2007 e il 12 marzo 2008.
| nº | Titolo originale        | Titolo italiano | Prima TV Germania | Prima TV Italia |
| -- | ----------------------- | --------------- | ----------------- | --------------- |
| 1  | Kochen, flirten, morden | inedito         | 10 ottobre 2007   | inedito         |
| 2  | Linke Gerade            | inedito         | 17 ottobre 2007   | inedito         |
| 3  | Tödliche Tulpen         | inedito         | 24 ottobre 2007   | inedito         |
| 4  | Treulos                 | inedito         | 31 ottobre 2007   | inedito         |
| 5  | Alles Mist              | inedito         | 7 novembre 2007   | inedito         |
| 6  | Blindes Vertrauen       | inedito         | 14 novembre 2007  | inedito         |
| 7  | Denkmalpflege           | inedito         | 21 novembre 2007  | inedito         |
| 8  | Feuerstühle             | inedito         | 28 novembre 2007  | inedito         |
| 9  | Todesmelodie            | inedito         | 5 dicembre 2007   | inedito         |
| 10 | Tod einer Nachbarin     | inedito         | 12 dicembre 2007  | inedito         |
| 11 | Nasser Tod              | inedito         | 18 dicembre 2007  | inedito         |
| 12 | Spitzenleistung         | inedito         | 19 dicembre 2007  | inedito         |
| 13 | Abgefischt              | inedito         | 2 gennaio 2008    | inedito         |
| 14 | Am helllichten Tag      | inedito         | 16 gennaio 2008   | inedito         |
| 15 | Endstation Rot          | inedito         | 23 gennaio 2008   | inedito         |
| 16 | Ganz neu anfangen       | inedito         | 30 gennaio 2008   | inedito         |
| 17 | Bibelstunde             | inedito         | 6 febbraio 2008   | inedito         |
| 18 | Tödliche Medizin        | inedito         | 20 febbraio 2008  | inedito         |
| 19 | Genug ist genug         | inedito         | 27 febbraio 2008  | inedito         |
| 20 | Alles weg               | inedito         | 5 marzo 2008      | inedito         |
| 21 | Opa ist tot             | inedito         | 12 marzo 2008     | inedito         |